# Temporada de tufões no Pacífico de 1980
A temporada de tufões no Pacífico de 1980 não tem limites oficiais; durou o ano todo em 1980, mas a maioria dos ciclones tropicais tende a se formar no noroeste do Oceano Pacífico entre junho e dezembro. Essas datas delimitam convencionalmente o período de cada ano em que a maioria dos ciclones tropicais se forma no noroeste do Oceano Pacífico. As tempestades tropicais que se formaram em toda a bacia do Pacífico oeste receberam um nome do Joint Typhoon Warning Center. As depressões tropicais que entram ou se formam na área de responsabilidade das Filipinas recebem um nome da Administração de Serviços Atmosféricos, Geofísicos e Astronômicos das Filipinas ou PAGASA. Muitas vezes, isso pode resultar na mesma tempestade com dois nomes.

## Resumo sazonal
Um total de 28 depressões tropicais se formaram este ano no Pacífico Ocidental, das quais 24 se tornaram tempestades tropicais. Das 28, 15 tempestades atingiram intensidade de tufão, das quais 2 atingiram força de supertufão. Sete ciclones tropicais passaram pelas Filipinas nesta temporada.

## Sistemas

### Depressão tropical 01W (Biring)
1W atingiu as Filipinas em março.

### Tempestade tropical severa Carmen
Em 4 de abril, uma depressão tropical se formou a leste da Linha Internacional de Data. Na época, o Joint Typhoon Warning Center (JTWC) designou a depressão tropical 02W. Como se moveu geralmente para noroeste, tornou-se uma tempestade tropical pouco antes de cruzar a linha de data, mas só recebeu um nome no noroeste do Pacífico, sendo designada Carmen. Após atingir o pico com ventos máximos sustentados de 110 km/h (70 mph) em 6 de abril Carmen recurvou para nordeste e cruzou a Linha Internacional de Data, entrando no Pacífico central em 7 de abril O JTWC subsequentemente cedeu a responsabilidade ao Centro de Furacões do Pacífico Central. Carmen perdeu seu movimento inicial e parou na área, enfraquecendo-se em uma depressão tropical em abril. 8. A depressão se dissipou no dia seguinte e a baixa remanescente voltou ao oeste do Pacífico.

### Tufão Dom (Ditang)
Dom escovou as Filipinas.

### Tufão Ellen
Ellen não teve efeito sobre a terra.

### Tempestade tropical severa Forrest (Gloring)
Forrest atingiu as Filipinas.

### Tempestade tropical severa Georgia (Edeng)
Georgia ameaçou Hong Kong.

### Tempestade tropical severa Herbert (Huaning)
Herbert também ameaçou Hong Kong e atingiu a costa em Ainão e mais tarde na China continental.

### Depressão tropical Isang
Isang chegou às Filipinas em 30 de junho e se mudou para o Mar da China Meridional antes de se dissipar dois dias depois, em 2 de julho.

### Tufão Ida (Lusing)
Ida passou ao sul de Taiwan e desembarcou na China, ao norte de Hong Kong.

### Tufão Joe (Nitang)
O Tufão Joe, que se desenvolveu em 16 de julho a partir da depressão quase equatorial, atingiu o leste de Luzon no dia 20. Enfraqueceu sobre a ilha, mas fortaleceu-se novamente no Mar da China Meridional para 160 km/h (100 mph) antes de atingir a ilha de Ainão no dia 22. Joe fez seu pouso final naquela noite no norte do Vietnã antes de se dissipar no dia 23. Joe causou grandes danos e cerca de 19 mortes nas Filipinas, com muitas outras no Vietnã. Os números exatos são desconhecidos devido ao tufão Kim atingir apenas quatro dias depois.

### Depressão tropical 10W (Maring)
10W ameaçou as Filipinas.

### Tufão Kim (Osang)
Como o Tufão Joe, Kim formou-se a partir da monção quase equatorial em 19 de julho. Ele seguiu rapidamente para oeste-noroeste sob uma cordilheira subtropical, atingindo força de tempestade tropical em 21 de julho e força de tufão em 23 de julho. Depois de desenvolver um olho, Kim começou a se intensificar rapidamente e, durante a tarde de 24 de julho, atingiu o pico de intensidade como um super tufão. Várias horas depois, Kim pousou nas Filipinas, mas a tempestade havia enfraquecido consideravelmente a essa altura. Nas Filipinas, 40 pessoas morreram, duas por afogamento, e outras 19.000 foram diretamente afetadas. Um total de 12 000 casas foram destruídas e 5.000 aldeias foram inundadas. Menos de uma semana antes, as mesmas áreas foram afetadas por Joe; no entanto, Kim foi considerado o mais prejudicial dos dois tufões. A interação terrestre afetou Kim e, ao entrar no Mar da China Meridional, caiu abaixo da intensidade do tufão. Kim continuou para o noroeste, mas com sua circulação interrompida, permaneceu uma tempestade tropical até atingir o sul da China em 27 de julho a nordeste de Hong Kong, onde os danos foram menores. Mais tarde naquele dia, Kim se dissipou.

### Tufão Lex
Lex manteve-se no mar.

### Tufão Marge
Marge ficou no mar.

### Depressão tropical 14W (Paring)
14W foi de duração curta.

### Tufão Norris (Reming)
Norris atingiu Taiwan.

### Tufão Orchid (Toyang)
O vale das monções gerou uma depressão tropical em 1 de setembro. Ele seguiu para noroeste, permanecendo desorganizado e se dissipando no dia 5. Outra depressão tropical se desenvolveu a leste da antiga circulação, tornando-se rapidamente a circulação primária e intensificando-se para uma tempestade tropical no dia 6. Com correntes de direção geralmente fracas, o Orchid deu três voltas em sua pista, fortalecendo-se para um tufão no dia 9 e atingindo um pico de 95 ventos de mph no dia 10. No início do dia 11, a tempestade atingiu o sudoeste do Japão e tornou-se extratropical naquele dia sobre o mar do Japão. Orchid causou danos consideráveis com ventos fortes e chuva, resultando em pelo menos nove vítimas com 112 ausência de. Também foi responsável pela perda em 10 de setembro do MV Derbyshire, um grande graneleiro de 91 655 toneladas que afundou em 9 de setembro com todos os 44 tripulantes a bordo devido ao mar muito agitado. Continua sendo o maior navio de bandeira britânica perdido no mar.

### Tufão Percy (Undang)
O Tufão Percy atingiu o sul de Taiwan em 18 de setembro. Um dia depois, com sua circulação e fluxo de baixo nível muito interrompidos, 80 km/h (50 mph) A tempestade tropical Percy atingiu o sudeste da China e se dissipou mais tarde naquela noite. 7 pessoas morreram na tempestade, com danos moderados em seu caminho.

### Tempestade tropical severa Ruth
Uma depressão das monções fez a transição para uma depressão tropical em 13 de setembro no Mar da China Meridional. Inicialmente, moveu-se para o sul, depois virou para oeste-noroeste, atingindo força de tempestade tropical no final do dia 13. Ruth cruzou a ilha de Ainão nos dias 14 e 15, tornando-se um tufão no final do dia 15 antes de atingir o norte do Vietnã no dia 16. O tufão deixou quase meio milhão de desabrigados, com 106 mortos ou desaparecidos no Vietnã.

### Tufão Sperry
Sperry não afetou a terra.

### Tempestade tropical severa Thelma
Thelma permaneceu no mar como uma tempestade tropical.

### Tufão Vernon
Vernon foi um potente tufão que se manteve longe da terra.

### Tufão Wynne (Welpring)
Wynne foi a tempestade mais forte da temporada, atingindo um pico de ventos de 282 km/h (175 mph) e uma pressão de 890 mbar. Como uma tempestade de categoria 1 em fortalecimento, ela se intensificou rapidamente para se tornar a tempestade mais forte da temporada, aprofundando 85 mb de 975 mb para 890 mb em 23 horas e 56 minutos entre 0240 UTC de 8 de outubro e 0236 UTC de 9 de outubro de 1980. Causou 6 quedas de energia no Japão e 10 mortes.

### Tempestade tropical Alex
Alex ficou sobre a água.

### Tufão Betty (Aring)
Betty atingiu as Filipinas como um forte tufão. Betty matou 101 pessoas nas Filipinas.

### Tempestade tropical Cary (Yoning)
Cary mudou-se para o Mar da China Meridional.

### Depressão tropical Basiang
Basiang formou-se no Mar da China Meridional em 13 de novembro antes de se mover erraticamente e chegar ao Vietnã em 16 de novembro e se dissipar no mesmo dia.

### Tufão Dinah
Dinah atingiu diretamente as Ilhas Marianas do Norte. Saipan sofreu danos significativos.

### Tempestade tropical Ed (Dorang)
Um distúrbio tropical foi observado pela primeira vez perto de Yap em 14 de dezembro. A perturbação moveu-se para oeste entre 12 e 15 kt (22 a 28 km/h), pois sua atividade convectiva e organização geral continuaram a melhorar. Um Alerta de Formação de Ciclone Tropical (TCFA) foi emitido quando uma aeronave de reconhecimento observou uma circulação de baixo nível bem definida com uma pressão mínima ao nível do mar de 1004 mb. A perturbação foi atualizada para a tempestade tropical Ed em 15 de dezembro. Tornou-se então evidente a partir de análises sinóticas que Ed estava se movendo para uma área que era desfavorável para o desenvolvimento contínuo. Eventualmente, depois que a maior parte da convecção da tempestade foi cortada, o centro da superfície de Ed começou a seguir para o sudoeste sob a influência do forte cume da superfície ao norte. A dissipação como ciclone tropical foi concluída no dia 24, quando os remanescentes de Ed se mudaram para o norte de Mindanao.

## Nomes das tempestades
Durante a temporada, 24 ciclones tropicais nomeados se desenvolveram no Pacífico Ocidental e foram nomeados pelo Joint Typhoon Warning Center, quando foi determinado que eles haviam se tornado tempestades tropicais. Esses nomes foram contribuídos para uma lista revisada que começou em 1979.
| Carmen | Dom   | Ellen | Forrest | Georgia | Herbert | Ida   | Joe  | Kim   | Lex  | Marge | Norris |
| Orchid | Percy | Ruth  | Sperry  | Thelma  | Vernon  | Wynne | Alex | Betty | Cary | Dinah | Ed     |

### Filipinas
| Asiang         | Biring  | Konsing  | Ditang | Edeng                              |
| Gloring        | Huaning | Isang    | Lusing | Maring                             |
| Nitang         | Osang   | Paring   | Reming | Seniang                            |
| Toyang         | Unsang  | Welpring | Yoning |                                    |
| Lista auxiliar |         |          |        |                                    |
|                |         |          |        | Aring                              |
| Basiang        | Kayang  | Dorang   | Enang  | Grasing (sem usar) (sem ser usado) |

A Administração de Serviços Atmosféricos, Geofísicos e Astronômicos das Filipinas usa seu próprio esquema de nomenclatura para ciclones tropicais em sua área de responsabilidade. A PAGASA atribui nomes às depressões tropicais que se formam dentro de sua área de responsabilidade e a qualquer ciclone tropical que possa se mover para dentro de sua área de responsabilidade. Caso a lista de nomes para um determinado ano se revele insuficiente, os nomes são retirados de uma lista auxiliar, os primeiros 6 dos quais são publicados todos os anos antes do início da temporada. Os nomes não retirados desta lista serão usados novamente na temporada de 1984. Esta é a mesma lista usada na temporada de 1976, com exceção de Ditang, que substituiu Didang. A PAGASA usa seu próprio esquema de nomenclatura que começa no alfabeto filipino, com nomes femininos filipinos terminando com "ng" (A, B, K, D, etc. ). Os nomes que não foram atribuídos/vão ser usados são marcados em cinzento.

## Efeitos sazonais
Esta tabela listará todas as tempestades que se desenvolveram no noroeste do Oceano Pacífico a oeste da Linha Internacional de Data e ao norte do equador durante 1980. Incluirá sua intensidade, duração, nome, áreas afetadas, mortes e danos totais. Os valores de classificação e intensidade serão baseados em estimativas realizadas pela JMA, JTWC e/ou PAGASA. As velocidades máximas do vento estão em padrões sustentados de dez minutos, a menos que indicado de outra forma. Todos os números de danos serão em 1981 USD. Danos e mortes de uma tempestade incluirão quando a tempestade foi uma onda precursora ou uma baixa extratropical.
| Nome                | Datas ativo                              | Classificação máxima       | Velocidade de vento sustentados | Pressão               | Áreas afetadas                           | Danos (USD)  | Fatalidades | Refs |
| ------------------- | ---------------------------------------- | -------------------------- | ------------------------------- | --------------------- | ---------------------------------------- | ------------ | ----------- | ---- |
| Asiang              | 12–14 de fevereiro                       | Depressão tropical         | 55 km/h (35 mph)                | 1006 hPa (29.71 inHg) | Filipinas                                | Nenhum       | Nenhum      |      |
| TD                  | 23–28 de fevereiro                       | Depressão tropical         | Não definido                    | 1006 hPa (29.71 inHg) | Ilhas Carolinas, Ilhas Marianas          | Nenhum       | Nenhum      |      |
| 01W (Biring)        | 19–28 de março                           | Depressão tropical         | 55 km/h (35 mph)                | 1006 hPa (29.71 inHg) | Ilhas Carolinas, Filipinas               | Nenhum       | Nenhum      |      |
| Carmen              | 5–7 de abril                             | Tempestade tropical severa | 110 km/h (70 mph)               | 985 hPa (29.09 inHg)  | Marshall Islands                         | Nenhum       | Nenhum      |      |
| Konsing             | 28–14 de abril                           | Depressão tropical         | 55 km/h (35 mph)                | 1006 hPa (29.71 inHg) | Filipinas                                | Nenhum       | Nenhum      |      |
| Dom (Ditang)        | 7–22 de maio                             | Tufão                      | 155 km/h (100 mph)              | 960 hPa (28.35 inHg)  | Ilhas Carolinas, Filipinas               | Nenhum       | Nenhum      |      |
| Ellen               | 7–22 de maio                             | Tufão                      | 195 km/h (120 mph)              | 930 hPa (27.46 inHg)  | Ilhas Marianas                           | Nenhum       | Nenhum      |      |
| Forrest (Gloring)   | 19–26 de maio                            | Tempestade tropical severa | 100 km/h (65 mph)               | 992 hPa (29.29 inHg)  | Ilhas Carolinas, Filipinas, Ilhas Ryukyu | Nenhum       | Nenhum      |      |
| Georgia (Edeng)     | 19–25 de maio                            | Tempestade tropical severa | 100 km/h (65 mph)               | 980 hPa (28.94 inHg)  | China                                    | Nenhum       | Nenhum      |      |
| Herbert (Huaning)   | 22–29 de junho                           | Tempestade tropical severa | 95 km/h (60 mph)                | 990 hPa (29.23 inHg)  | Filipinas, China meridional              | Nenhum       | Nenhum      |      |
| Isang               | 29 de junho – 2 de julho                 | Depressão tropical         | 45 km/h (30 mph)                | 998 hPa (29.47 inHg)  | Filipinas                                | Nenhum       | Nenhum      |      |
| TD                  | 3–4 de julho                             | Depressão tropical         | Não definido                    | 1004 hPa (29.65 inHg) | Ilhas Carolinas                          | Nenhum       | Nenhum      |      |
| Ida (Lusing)        | 5–13 de julho                            | Tufão                      | 130 km/h (85 mph)               | 960 hPa (28.35 inHg)  | Filipinas, Taiwan, China                 | Desconhecido | Nenhum      |      |
| 10W (Maring)        | 15–19 de julho                           | Depressão tropical         | 55 km/h (35 mph)                | 1000 hPa (29.53 inHg) | Filipinas, China meridional              | Nenhum       | Nenhum      |      |
| Joe (Nitang)        | 15–24 de julho                           | Tufão                      | 155 km/h (100 mph)              | 940 hPa (27.76 inHg)  | Filipinas, China meridional, Vietname    | $14 500 000  | 351         |      |
| Kim (Osang)         | 19–27 de julho                           | Tufão                      | 185 km/h (115 mph)              | 910 hPa (26.87 inHg)  | Filipinas, China meridional, Taiwan      | Desconhecido | 41          |      |
| Lex                 | 28 de julho – 8 de agosto                | Tufão                      | 140 km/h (85 mph)               | 960 hPa (28.35 inHg)  | União Soviética                          | Nenhum       | Nenhum      |      |
| Marge               | 8–15 de agosto                           | Tufão                      | 165 km/h (105 mph)              | 945 hPa (27.91 inHg)  | Nenhum                                   | Nenhum       | Nenhum      |      |
| TD                  | 10–12 de agosto                          | Depressão tropical         | Não definido                    | 1006 hPa (29.71 inHg) | Nenhum                                   | Nenhum       | Nenhum      |      |
| 14W (Paring)        | 15–19 de julho                           | Depressão tropical         | 55 km/h (35 mph)                | 1000 hPa (29.53 inHg) | Filipinas, China meridional              | Nenhum       | Nenhum      |      |
| TD                  | 22–23 de agosto                          | Depressão tropical         | Não definido                    | 1006 hPa (29.71 inHg) | Nenhum                                   | Nenhum       | Nenhum      |      |
| Norris (Reming)     | 28 de julho – 8 de agosto                | Tufão                      | 175 km/h (110 mph)              | 945 hPa (27.91 inHg)  | Taiwan, Ilhas Ryukyu, China Oriental     | Nenhum       | Nenhum      |      |
| TD                  | 26 de agosto                             | Depressão tropical         | Não definido                    | 1000 hPa (29.53 inHg) | Filipinas                                | Nenhum       | Nenhum      |      |
| Seniang             | 30 de agosto                             | Depressão tropical         | 45 km/h (30 mph)                | 1006 hPa (29.71 inHg) | Nenhum                                   | Nenhum       | Nenhum      |      |
| Orchid (Toyang)     | 4–11 de setembro                         | Tufão                      | 130 km/h (80 mph)               | 960 hPa (28.35 inHg)  | Japão                                    | Desconhecido | 53          |      |
| TD                  | 4–6 de setembro                          | Depressão tropical         | Não definido                    | 1000 hPa (29.53 inHg) | Vietname, Laos                           | Nenhum       | Nenhum      |      |
| Ruth                | 12–16 de setembro                        | Tempestade tropical severa | 100 km/h (65 mph)               | 980 hPa (28.94 inHg)  | China meridional, Vietname, Laos         | Desconhecido | 106         |      |
| Percy (Undang)      | 13–19 de setembro                        | Tufão                      | 185 km/h (115 mph)              | 915 hPa (27.02 inHg)  | Filipinas, Taiwan, China                 | Desconhecido | 7           |      |
| TD                  | 25 de setembro                           | Depressão tropical         | Não definido                    | 1010 hPa (29.83 inHg) | Vietname                                 | Nenhum       | Nenhum      |      |
| TD                  | 5–8 de outubro                           | Depressão tropical         | Não definido                    | 1004 hPa (29.65 inHg) | Ilhas Marianas                           | Nenhum       | Nenhum      |      |
| TD                  | 27–28 de outubro                         | Depressão tropical         | Não definido                    | 1004 hPa (29.65 inHg) | Vietname                                 | Nenhum       | Nenhum      |      |
| TD                  | 28–29 de outubro                         | Depressão tropical         | Não definido                    | 1004 hPa (29.65 inHg) | Vietname                                 | Nenhum       | Nenhum      |      |
| Basiang             | 13–16 de novembro                        | Depressão tropical         | 45 km/h (30 mph)                | 1004 hPa (29.65 inHg) | Vietname                                 | Nenhum       | Nenhum      |      |
| Kayang              | 19–21 de novembro                        | Depressão tropical         | 55 km/h (35 mph)                | 1004 hPa (29.65 inHg) | Ilhas Marianas                           | Nenhum       | Nenhum      |      |
| Totais da temporada |                                          |                            |                                 |                       |                                          |              |             |      |
| 44 systems          | 12 de fevereiro – 21 de dezembro de 1980 |                            | 220 km/h (140 mph)              | 890 hPa (26.28 inHg)  |                                          | $280 220 000 | 493         |      |